# Ludwig von Baumbach-Nentershausen
Ludwig Friedrich Wilhelm Ernst Georg von Baumbach-Nentershausen (* 29. September 1823 in Kassel; † 25. Februar 1904 in Freiburg im Breisgau) war ein deutscher Gutsbesitzer, Landesforstmeister und Mitglied des Kommunallandtages Kassel für den preußischen Regierungsbezirk Kassel sowie des Provinziallandtages der Provinz Hessen-Nassau.

## Leben

### Herkunft und Familie
Wilhelm von Baumbach kam aus dem Haus Nentershausen der zur Althessischen Ritterschaft zählenden Adelsfamilie von Baumbach, die bereits 1246 erstmals urkundlich erscheint und aus der zahlreiche Persönlichkeiten der hessischen Geschichte hervorgegangen sind.
Er war ein Sohn des Oberforstmeisters Friedrich Karl Wilhelm von Baumbach (1788–1824) und dessen Ehefrau Sophie von Heßberg (1794–1864). Seine Geschwister waren Luise (* 1819) und  Friedrich (1825–1892, Oberst).
Am 25. Mai 1855 heiratete er in Wiesbaden Pauline von Rettberg (1829–1912), mit der er die Töchter Marie (* 1858, ∞ Kurt von Frankenberg und Proschlitz) und Anna (* 1861, ∞ Maximilian von Uthmann) hatte.

### Wirken
Er besuchte von 1839 an das 1832 gegründete Polytechnikum Kassel (Höhere Gewerbeschule), immatrikulierte sich 1843 an der Ruprecht-Karls-Universität Heidelberg für das Fach Kameralistik und wurde später  – wie sein Vater – Landesforstmeister in Nentershausen.
Er war politisch aktiv und wurde Mitglied des Kreistages Rotenburg. Bevor er zum 1. Februar 1887 das Amt des waldeckischen Oberjägermeisters übernahm, war er als preußischer Landesforstmeister in Weimar tätig.
Er wurde Vorsteher der Waldeckischen Jagdverwaltung und stimmberechtigtes Mitglied der Domänenkammer. In der Zeit vom 1. Januar 1888 bis zum 28. Februar 1892 oblag ihm die Leitung der Dominalverwaltung.
Von 1892 bis 1897 war er Mitglied des Kommunallandtages Kassel für den preußischen Regierungsbezirk Kassel bzw. des Provinziallandtages der Provinz Hessen-Nassau, wo er 1892 Mitglied des Legitimationsprüfungsausschusses und von 1893 bis 1897 Mitglied des Hauptausschusses war.
Er war mit der Verwaltung des Familienfideikommissgutes in Nentershausen beauftragt.